# NA-8101
La  NA-8101  es una carretera local perteneciente a la Red de Carreteras de Navarra que se inicia en PK 7,96 de N-121-A y termina en PK 9,02 de N-121-A. Tiene una longitud de 1,01 kilómetros.